# 7. srpnja
7. srpnja (7. 7.) 188. je dan godine po gregorijanskom kalendaru (189. u prijestupnoj godini).
Do kraja godine ima još 177 dana.

## Događaji
- 1807. – Mirom u Tilzitu okončan Rat četiri koalicije
- 1937. – Bitkom na Mostu Marka Pola započeo je Drugi kinesko-japanski rat, u kojem je carski Japan pokušao osvojiti Kinu
- 1946. – Kanonizirana prva Amerikanka Franciska Carbini
- 1963. – Hrvatska gerilska Skupina Tolić – Oblak ušla u Hrvatsku.
- 1969. – Kanada je službeno proglasila francuski jezik jednak engleskom u saveznoj vladi
- 1978. – Solomonski Otoci proglasili nezavisnost
- 1991. – Brijunski sporazum između Slovenije i Jugoslavije značio je kraj desetodnevnog rata u Sloveniji
- 2018. – Hrvatska pobijedila Nigeriju rezultatom 2-0. U gužvi je autogol zabio Nigerijac Etebo, da bi Modrić zabio iz penala za konačni rezulat.

| - 1207. – Elizabeta Ugarska, magarska princeza i svetica († 1231.) - 1843. – Camillo Golgi, talijanski znanstvenik († 1926.) - 1859. – Marko Došen, hrvatski političar († 1944.) - 1860. – Gustav Mahler, austrijski skladatelj i dirigent († 1911.) - 1882. – Janka Kupala, bjeloruski književnik († 1942.) - 1884. – Lion Feuchtwanger, njemački književnik († 1958.) - 1887. – Marc Chagall, ruski slikar židovskog podrijetla († 1985.) - 1891. – Tadamiči Kuribajaši, japanski general († 1945.) - 1893. – Miroslav Krleža, hrvatski književnik i enciklopedist († 1981.) - 1895. – Svetislav Stančić, hrvatski pijanist, skladatelj i pedagog († 1970.) - 1899. – George Cukor, američki filmski redatelj († 1983.) - 1917. – Fidel Sánchez Hernández, salvadorski političar i predsjednik († 2003.) - 1940. – Ringo Starr, britanski glazbenik i glumac - 1940. – Đuro Utješanović, hrvatski glumac († 2013.) - 1941. – Stojan Vučićević, hrvatski književnik († 1989.) - 1965. – Roberto Haller, hrvatski skladatelj i pijanist († 2020.) - 1980. – Michelle Kwan, američka klizačica | - 1304. – Benedikt XI., papa (* 1240.) - 1307. – Edvard I. Dugonogi, engleski kralj (* 1239.) - 1718. – Aleksej Petrovič, ruski prijestolonasljednik (* 1690.) - 1816. – Richard Brinsley Sheridan, britanski političar i dramski pisac (* 1751.) - 1901. – Johanna Spyri, švicarska književnica (* 1827.) - 1930. – Arthur Conan Doyle, engleski književnik (* 1859.) - 1932. – Aleksandr Grin, ruski književnik (* 1880.) - 1956. – Gottfried Benn, njemački književnik (* 1886.) - 1968. – Jo Schlesser, francuski automobilist (* 1928.) - 1972. – Atenagora I., carigradski patrijarh (* 1886.) - 1992. – Andrija Andabak, hrvatski vojnik (* 1956.) - 2006. – Syd Barrett, britanski rock glazbenik i tekstopisac (* 1946.) - 2014. – Alfredo Di Stéfano, argentinsko - španjolski nogometaš i trener (* 1926.) - 2014. – Eduard Ševardnadze, gruzijski političar (* 1928.) - 2016. – Laura Mancinelli, talijanska književnica (* 1933.) |

## Blagdani i spomendani
- Dan molitve za duše u čistilištu[1]
- Dan državnosti na Solomonskim Otocima
- Svjetski dan čokolade[2]